# Edith Rode
Edith Rode, född Nebelong 23 februari 1879 i Köpenhamn, död 3 september 1956 på Frederiksberg, var en dansk författare och journalist, gift med författaren Helge Rode och mor till skådespelaren Ebbe Rode.
Rode väckte stor uppmärksamhet med sina två första romaner Misse Wichmann och Maja Engell (båda 1901), och deras framställning av kvinnans erotiska behov. 
Hon skrev vidare bland annat romanen Grazias kærlighed (1919), några skådespel, bland andra De evige Glæder, som 1920 sattes upp på Dagmarteatret, och Digte 1920. 
Dessutom gav hon ut flera novellsamlingar, till exempel Den tunge Dør (1922) och Afrodite smiler (1929). Novellen var hennes främsta genre, och hennes skicklighet i det korta formatet passade även i hennes verksamhet som journalist.
Memoarboken De tre smaa Piger, om hennes barndom i ett borgerligt hem i Köpenhamn, utkom 1943. Vidare memoarer är Der var engang (1951), Paa Togt i Erindringen (1953) och Paa Rejse i Livet (1957).
År 1933 tilldelades Rode Tagea Brandts rejselegat for kvinder.